# Krimpenerwaard

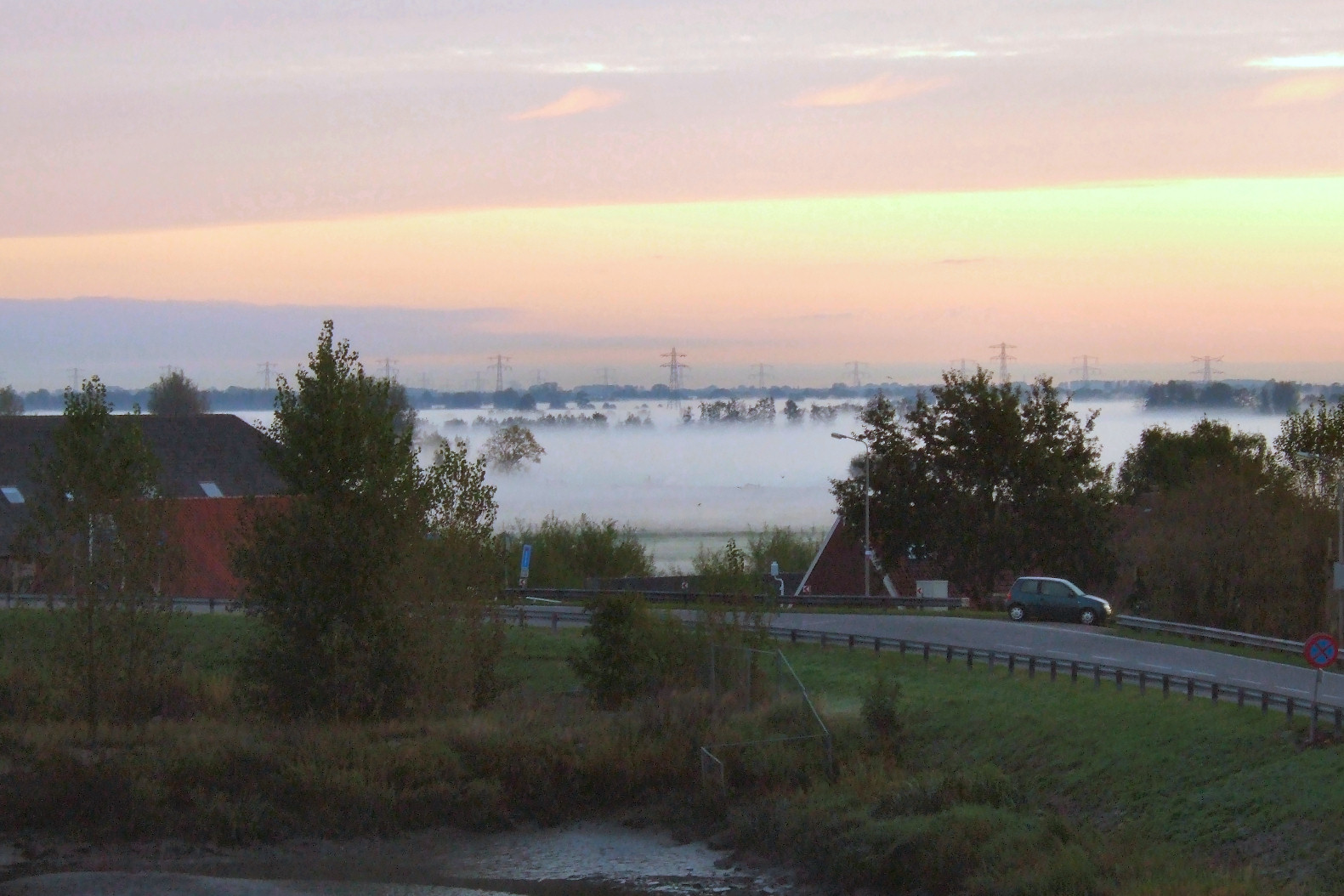
Krimpenerwaard, 2009.

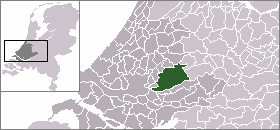
Krimpenerwaards läge

Krimpenerwaard är en kommun i provinsen Zuid-Holland i Nederländerna. Kommunens totala area är 161,3 km² (där 0 km² är vatten) och invånarantalet är på 55 213 invånare (2017).